# TuRa Braunschweig
Der Turn- und Rasensportverein Braunschweig von 1865 e. V., kurz TuRa Braunschweig, ist ein Sportverein aus Braunschweig. Der Verein bietet seinen ca. 300 Mitgliedern die Sportarten Basketball, Leichtathletik, Pétanque, Rugby, Wassergymnastik und Gymnastik an. In der Rhythmischen Sportgymnastik belegte die Mannschaft des Vereins mehrfach vordere Plätze bei den deutschen Meisterschaften.

## Geschichte
Der Verein ging aus der 1865 als zweiter Turnverein Braunschweigs (nach dem MTV Braunschweig) gegründeten Turnabteilung des Braunschweiger Handwerkervereins hervor. Von dieser spaltete sich 1877 die Braunschweiger Turnbrüderschaft ab, 1937 kam es zu einer Wiedervereinigung unter dem Namen Turnerschaft. Nach dem Ende des Zweiten Weltkriegs erfolgte am 27. November 1945 die Wiederzulassung des Vereins unter dem neuen Namen Turn- und Rasensportverein. 2009 wechselte die Abteilung für Rhythmische Sportgymnastik der TuRa komplett zum MTV Braunschweig. 2014 verließen die Fußball- und Tennisabteilungen den Verein.

## Rugby
Am 1. Januar 2015 wechselte die Rugbyabteilung des Welfen SC Braunschweig geschlossen zu TuRa. Die 1. Mannschaft tritt unter dem Namen Rugby-Welfen Braunschweig in der Regionalliga Nord an.
Die Geschichte der Abteilung geht auf die am 27. Januar 1954 gegründete Rugbyabteilung des Post-SV Braunschweig zurück. 1991 konnte der Post-SV mit dem Aufstieg in die 1. Rugby-Bundesliga den größten Erfolg des Vereins in dieser Sportart erringen, jedoch stieg man nach nur einem Jahr in der 1. Liga wieder ab. 1999 erfolgte aus finanziellen Gründen die Auflösung der Rugbyabteilung; die Rugbymannschaften des Post-SV traten zum Welfen SC Heidberg über. 2011 gelang dem Welfen SC der Wiederaufstieg in die 2. Rugby-Bundesliga. 2014 entschlossen sich die Rugbyspieler zum erneuten Vereinswechsel, da sie mit den Platzverhältnissen auf der Sportanlage des Welfen SC unzufrieden waren.

## Persönlichkeiten
- Kurt Hoffmeister, ehemaliger Vereinsvorsitzender[11]
- Jens Kujawa, späterer deutscher Basketball-Nationalspieler
- Manfred Pieper, Rasenkraftsport, Deutscher Meister im Gewichtwerfen (Mittelgewicht) 1969[12]
- Hans Ritter, Rasenkraftsport, Deutscher Meister im Steinstoßen (Leichtgewicht) 1963[13]
- Bernd Rolser, Gewichtheben, Deutscher Meister im Dreikampf (Mittelgewicht) 1972[14] und Rasenkraftsport, Deutscher Meister im Steinstoßen (Leichtgewicht) 1967[12]
- Marie-Luise Rolser, Rhythmische Sportgymnastik, Deutsche Vizemeisterin im Vierkampf 1968 und WM-Teilnehmerin 1969[11][15]
- Fritz Sauermann/Herbert Gärtner, Sportakrobatik, Deutsche Meister Luftakt-Zweiergruppe 1964[16]
- Till-Vincent Goetzke, Bronzemedaille im Männer-Triplette der Europameisterschaften Espoirs (U23) 2011